# 理想の女
『理想の女』（りそうのひと、原題：A Good Woman）は、2004年に公開されたスペイン、イギリス、イタリア、ルクセンブルク、アメリカ合衆国の合作の恋愛映画。
監督はマイク・バーカー。オスカー・ワイルドの戯曲『ウィンダミア卿夫人の扇』が原作である。1930年代のイタリアが舞台になっている。

## キャスト
- メグ・ウィンダミア - スカーレット・ヨハンソン（小林沙苗）
- ミセス・アーリン - ヘレン・ハント（唐沢潤）
- タピィ - トム・ウィルキンソン（島香裕）
- ロバート・ウィンダミア - マーク・アンバース（加瀬康之）
- ダーリントン卿 - スティーヴン・キャンベル・ムーア（桐本琢也）
- その他の声の吹き替え：定岡小百合／野中秀哲／大久保利洋／田中一永／安齋龍太／外村晶子／加藤悦子／加納千秋

※括弧内は日本語吹き替え